# Biancaneve (film 1987)
Biancaneve (Snow White) è un film del 1987 diretto da Michael Berz e basato sull'omonima fiaba dei fratelli Grimm.
Tra gli interpreti figurano Diana Rigg, Sarah Patterson e Billy Barty. È stato distribuito anche con il titolo Biancaneve e i sette nani.

## Trama
Un giovane Principe, di ritorno al castello paterno dopo un lungo viaggio, si allontana dal suo seguito e si perde in una foresta. Mentre cerca la via del ritorno, si imbatte in un'urna di cristallo che racchiude la più bella fanciulla che abbia mai visto. Si avvicina per aprire la bara quando improvvisamente un gruppo di nanetti appare accanto a lui, e gli narra la sfortunata storia della fanciulla custodita in quell'urna.
La giovane è la Principessa Biancaneve, figlia del Re del paese confinante. La madre di Biancaneve, la Regina buona, aveva per anni desiderato una figlia, e quando finalmente diede alla luce la bambina tanto desiderata disgraziatamente morì di parto, facendo prima promettere al marito di risposarsi per non privare Biancaneve delle cure materne. Ma il Re non scelse saggiamente, e la nuova sposa, seppur di una bellezza senza pari, aveva il cuore duro come la pietra. La Regina cattiva, la malvagia matrigna di Biancaneve, era una donna malvagia, dispotica ed egoista, ma soprattutto molto, molto vanitosa: non poteva sopportare che ci fosse un'altra donna più bella di lei. Ogni giorno la nuova Regina interrogava il grande Specchio Magico appeso nella sua stanza, e alla domanda su chi fosse la più bella del reame, il volto dello Specchio le rispondeva sempre che in tutto il reame nessuno era più bella di lei. Ma Biancaneve cresceva, e diventava ogni giorno più bella e gentile. Quando compì 8 anni era talmente bella che la sua malvagia matrigna, la Regina, iniziò a temere per la propria bellezza. Chiamò il guardiacaccia e, dietro lauta ricompensa, gli ordinò di accompagnare Biancaneve nel bosco e di ucciderla, portandole il suo fegato come prova dell'assassinio. L'uomo, seppur a malincuore, obbedì e offrendosi come scorta per la Principessina durante la battuta di caccia, la condusse in un angolo isolato della foresta. Ma quando estrasse il pugnale per colpirla non riuscì a trattenersi, cadde in ginocchio accanto a lei e le rivelò il piano della matrigna. Le disse di fuggire e di non fare più ritorno al castello: uccise una capra e ne portò il fegato alla Regina, che lo divorò credendolo quello di Biancaneve. La bambina Biancaneve intanto correva a perdifiato nel bosco e solo al tramonto vide una piccola casetta nascosta tra gli alberi. Entrò in quell'abitazione minuscola e, dopo aver mangiato qualcosa dai piatti già pronti sulla tavola, si addormentò profondamente in uno dei sette letti preparati per la notte. Così la trovarono qualche ora dopo i proprietari della casetta, i nanetti. Commossi dalla sua triste storia, decisero di ospitarla in cambio di un aiuto nelle faccende domestiche e Biancaneve accettò.
Trascorsero molti anni, e Biancaneve crebbe nella casetta dei sette nani, al sicuro. Il padre, invece, dal giorno della scomparsa della figlia aveva vagato per il mondo senza meta, rimanendo ucciso su un campo di battaglia straniero. La Regina cattiva era ormai la sola padrona del regno e, convinta di aver divorato il fegato della sua figliastra Biancaneve, da tempo non interrogava più il suo Specchio. Ma un giorno, dopo la visita e i complimenti di un lontano mercante di stoffe, si vestì di tutto punto e pose allo Specchio la solita domanda. Tanta fu la sua ira quando si senti rispondere: che la sua figliastra Biancaneve era la più bella e viveva da sette nanetti. Senza indugiare oltre, la Regina si travestì da merciaia e si diresse nel bosco, alla ricerca della casetta dei sette nani. Quando Biancaneve le aprì la porta, la donna per poco non svenne nel vedere la rivale così cresciuta ma soprattutto così attraente. Subito riuscì a convincere la fanciulla a provare uno dei corpetti che aveva con sé, e non appena Biancaneve ebbe il corpetto indosso, la Regina strinse i lacci fino a mozzarle il respiro, facendole perdere i sensi. I nanetti fortunatamente tornarono poco dopo e, trovando Biancaneve sul pavimento senza respiro, subito tagliarono i lacci del corpetto. Le guance della fanciulla ripresero subito colore, e i suoi occhi lentamente si aprirono. Raccontato l'accaduto, Biancaneve venne messa in guardia di non aprire la porta a nessuno, e promise che sarebbe stata più attenta. Al castello, intanto, la Regina era davanti allo Specchio Magico, e ancora una volta rimase pietrificata nel sentire che Biancaneve era viva e molto più bella di lei. Tornò una seconda volta alla casetta dei sette nani, questa volta travestita con abiti orientali, portando con sé dei bellissimi pettini. Biancaneve, seppur sospettosa, rivolse la parola alla strana sconosciuta, e si fece convincere a farsi rassettare i capelli con un pettine. Ma non appena la Regina le passò il pettine tra i capelli, il potente veleno di cui era cosparso l'oggetto agì e Biancaneve crollò ai piedi della matrigna, ormai convinta di aver trionfato. Anche questa volta, però, i nanetti rincasarono prima del previsto, e tolsero il pettine prima che il veleno avesse il tempo di diffondersi. La Regina, furiosa e disperata dalla gelosia, tornò per la terza volta alla casetta nel bosco, vestita da contadina e con un cesto di mele sotto il braccio. Biancaneve si impietosì di fronte a quella povera vecchia e aprì la finestra, accettando di dividere con lei una di quelle bellissime mele. Così, quando Biancaneve vide la vecchia mordere la sua parte di mela senza pericolo, portò la sua alle labbra. Un solo istante e cadde a terra senza vita. Con una risata, la Regina fece ritorno al castello, dove lo Specchio le disse che in tutto il mondo nessuna era più bella di lei, placando la sua angoscia. Intanto i nani non poterono fare nulla per salvare Biancaneve, e constatando che era morta, la composero nell'urna di cristallo trovata dal Principe, rimanendo a turno a vegliarla.
Il Principe, ascoltata la storia, decide di portare Biancaneve al suo castello, dove avrebbe potuto averla accanto giorno e notte. I sette nani acconsentirono e gli affidarono l'urna di cristallo. Nel tragitto verso casa, il gruppo venne colto da un'improvvisa bufera di neve, i cavalli che trainavano il carro con la bara si spaventarono, e l'urna cadde a terra. Il forte colpo smosse il boccone di mela rimasto nella gola di Biancaneve, che si ridestò tra lo stupore generale. La giovane principessa Biancaneve, innamoratasi del Principe a prima vista, accettò di seguirlo al suo castello per sposarlo. Alle nozze vennero invitati tutti i nobili confinanti, e l'invito arrivò anche alla perfida matrigna di Biancaneve, la Regina cattiva. Il giorno della cerimonia, la malvagia matrigna di Biancaneve, la Regina cattiva, vestita a festa, andò allo Specchio per porgli la solita domanda. E quando si sentì rispondere che la sposa del Principe era più bella di te lei, si infuriò e, afferrata una boccetta di profumo, la scagliò contro lo Specchio, che si incrinò e iniziò a frantumarsi. Ogni crepa dello Specchio si rifletteva sulla Regina, che iniziò ad invecchiare precocemente. Ma la donna voleva vedere la sposa del Principe che, dopo tanta fatica per uccidere la sua figliastra Biancaneve, le aveva nuovamente rubato il titolo, così chiamo la carrozza e si diresse alle nozze. Arrivata al castello, una vecchia ormai irriconoscibile, entrò nella cappella nel momento esatto in cui il Principe sollevava il velo dal volto di Biancaneve per baciarla, suggellando la loro unione. Nel vedere l'odiata figliastra Biancaneve viva e più bella che mai, la Regina cattiva fuggì. Al castello, lo Specchio Magico si frantumò completamente in un milione di piccole schegge, e con lui la perfida e malvagia matrigna di Biancaneve, la Regina cattiva, si consumò fino a ridursi ad un mucchietto di cenere. Finalmente libera dalla crudeltà, Biancaneve visse con il Principe felice e contenta.

## Produzione
A causa dei costi di produzione e del budget limitato, i film della raccolta Cannon Movie Tales vennero girati in contemporanea: Biancaneve venne realizzato insieme a La bella e la bestia.

## Distribuzione
Dopo l'insuccesso a livello di critica de Il potere magico, i restanti film della serie vennero lanciati direttamente nel mercato home video, senza passare per le sale cinematografiche. Biancaneve venne proiettato in Francia il 14 maggio 1987, in occasione del Festival di Cannes.
Nel 2005 è stato distribuito in DVD negli Stati Uniti dalla MGM/UA Home Entertainment e, nell'autunno 2009, il film è uscito anche in Italia, edito da 20th Century Fox.

## Colonna sonora
Segue un elenco dei brani inclusi nel film: 
1. Main Title
2. Where Am I Going? - Simon Green
3. Let It Snow - Dorit Adi, Tony Sheldon
4. Hoppin' on My Daddy's Knee - Nicola Stapleton, Tony Sheldon
5. More Beautiful Than Me - Diana Rigg
6. The Bed Song - Nicola Stapleton
7. Iddy, Biddy Names - Billy Barty, Mike Edmonds, Malcolm Dixon, Gary Friedkin, Arturo Gil, Ricardo Gil, Tony Cooper, Nicola Stapleton
8. Every Day -  Jan Horvath, Billy Barty, Mike Edmonds, Malcolm Dixon, Gary Friedkin, Arturo Gil, Ricardo Gil, Tony Cooper
9. Beautiful Hair - Diana Rigg